# Hans Helzer
Hans Gerhard Helzer (* 12. August 1927 in Niederhausen/Sieg; † 12. März 2020 in Altenkirchen) war ein deutscher Politiker (SPD).

## Leben und Beruf
Dem Besuch der Volksschule schloss sich von 1941 bis 1944 eine Ausbildung an der Lehrerbildungsanstalt Boppard an. Nach Kriegsdienst und Kriegsende setzt er das Lehrerstudium fort. Von 1947 bis 1948 studierte er am Pädagogium Bergnassau und im Anschluss bis 1950 an den Pädagogischen Akademien in Bad Neuenahr und Worms. Die Erste Lehrerprüfung erfolgte 1950 und die Zweite 1954. 
Seit 1950 war Helzer als Volksschullehrer in Diez, Weißenberg (Westerwald), Isert und Eichelhardt (bei Altenkirchen) tätig. Im Jahr 1965 erfolgte die Ernennung zum Rektor in Betzdorf (Sieg) und ab 1970 in Hamm (Sieg).

## Partei
Helzer beantragte am 18. Februar 1944 die Aufnahme in die NSDAP und wurde zum 20. April 1944 aufgenommen (Mitgliedsnummer 9.699.589). Er war seit 1946 Mitglied der SPD und Vorsitzender sowie ehrenamtlicher Geschäftsführer des SPD-Ortsvereins Altenkirchen und Mitglied im Kreis- und Unterbezirksvorstand.

## Abgeordneter
Helzer wurde zum ersten Mal bei der Landtagswahl 1971 in den Rheinland-Pfälzischen Landtag gewählt und gehörte diesem für vier Wahlperioden vom 18. Mai 1971 bis 2. Juni 1987 an. In der 7. und 8. Wahlperiode war er Mitglied im Kulturpolitischen Ausschuss. Den Vorsitz des Ausschusses übernahm er zur Mitte der 8. Wahlperiode und leitete den Ausschuss auch in der 9. und 10. Wahlperiode. In der 10. Wahlperiode war er auch Mitglied im Haushalts- und Finanzausschuss.
Von 1960 bis 1965 war er Mitglied der Amtsvertretung Altenkirchen sowie von 1968 bis 1970 Mitglied der Verbandsgemeindevertretung Betzdorf. Darüber hinaus war er Mitglied im Verbandsgemeinderat Altenkirchen und von 1994 bis 2004 des Kreistags Altenkirchen. 
Er war 1979 Mitglied der 7. Bundesversammlung. 

## Ehrungen und Auszeichnungen
- Verdienstkreuz am Bande des Verdienstordens der Bundesrepublik Deutschland (1979)
- Verdienstkreuz 1. Klasse des Verdienstordens der Bundesrepublik Deutschland (1987)
- Leibniz-Medaille (1987)
- Ehrenmedaille des SPD-Landesverbands Rheinland-Pfalz

## Sonstige Mitgliedschaften
Helzer war ehrenamtlicher Geschäftsführer des Kreisverbands Arbeit und Leben und Mitglied im Kuratorium der Erziehungswissenschaftlichen Hochschule Rheinland-Pfalz. Seit 1950 war er Mitglied der GEW und von 1958 bis 1974 Vorsitzender des Kreisverbands Altenkirchen der GEW. Von 1959 bis 1971 war er als Mitglied des Bezirkspersonalrats für Lehrer an Volksschulen im Regierungsbezirk Koblenz tätig.